# Erastria mascularia
Erastria mascularia là một loài bướm đêm trong họ Geometridae.